# St. Mauritius (Wiesentheid)

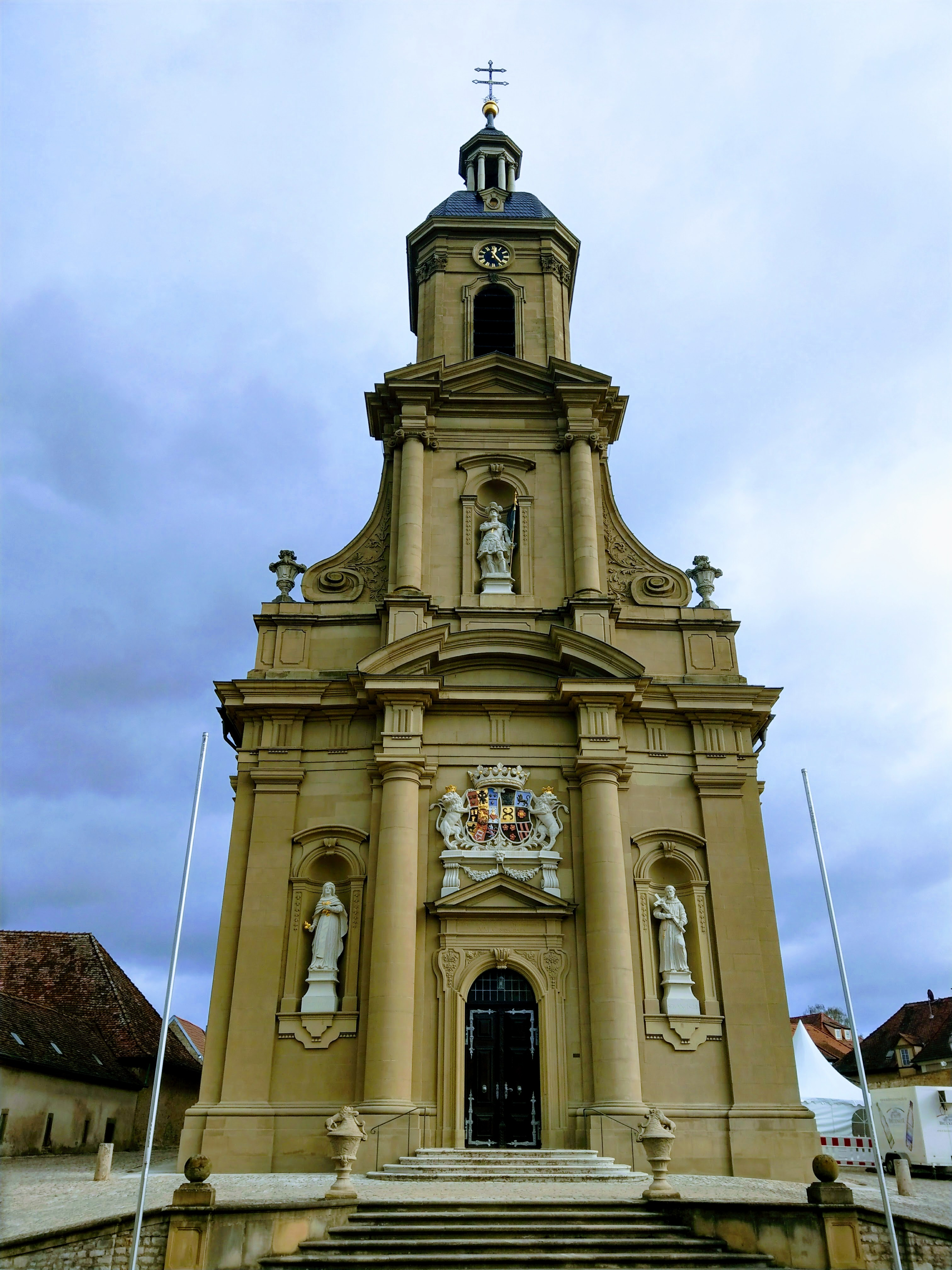
Portal der St.-Mauritius-Kirche in Wiesentheid

Die Kirche St. Mauritius ist die Pfarrkirche der katholischen Gemeinde Wiesentheid. Sie ist eines der Wahrzeichen des unterfränkischen Marktes und steht gegenüber dem Schönbornschloss an der Kanzleistraße und bildet ein zentrales Element des Ensembles Schloss Wiesentheid im Hauptort.

## Geschichte
Wiesentheid wurde am 26. Februar 1364 durch einen Erlass von Fürstbischof Albrecht von Hohenlohe Pfarrei. Hundert Jahre später, 1464, wurde zum ersten Mal von einer dem heiligen Mauritius geweihten Kirche in den Formen der Gotik im Ort berichtet. 
In der Reformationszeit fand in der Kirche evangelischer Gottesdienst statt, bis 1627, unter Graf Otto von Dernbach, die Gegenreformation in Wiesentheid durchgesetzt wurde. Dem Wiedererstarken des Katholizismus sollte auch durch einen Kirchenneubau ein Denkmal gesetzt werden. Antonio Petrini erhielt den Auftrag und errichtete 1681–1684 ein schlichtes Gotteshaus.
Graf Rudolf Franz Erwein von Schönborn plante bereits 1726 einen Umbau der Kirche. Die Pläne des Baumeisters Balthasar Neumann sahen eine Vergrößerung des Gebäudes vor. Johann Georg Seitz, der Hofbaumeister der Wiesentheider Grafen, führte den Umbau aus Er arbeitete die Pläne teilweise um und begann 1728 mit dem Abbruch des Turms. Ein Jahr später war der Turm neu aufgerichtet und 1732 konnte die Weihe der Kirche durch Fürstbischof Friedrich Carl von Schönborn und die Äbte der Klöster Ebrach und Münsterschwarzach vollzogen werden.
In der Folgezeit wurde die Kirche mehrmals renoviert. 1895 erhielten die Gemälde eine neue farbliche Gestaltung, im Jahr 1958 wurde der Turm instand gesetzt und 1977–1980 der gesamte Bau erneuert. Heute gehört die St.-Mauritius-Kirche zur Pfarreiengemeinschaft Kirchschönbach, Stadelschwarzach und Wiesentheid. Das Bayerische Landesamt für Denkmalpflege führt das Kirchengebäude unter der Denkmalnummer D-6-75-178-37.

## Architektur

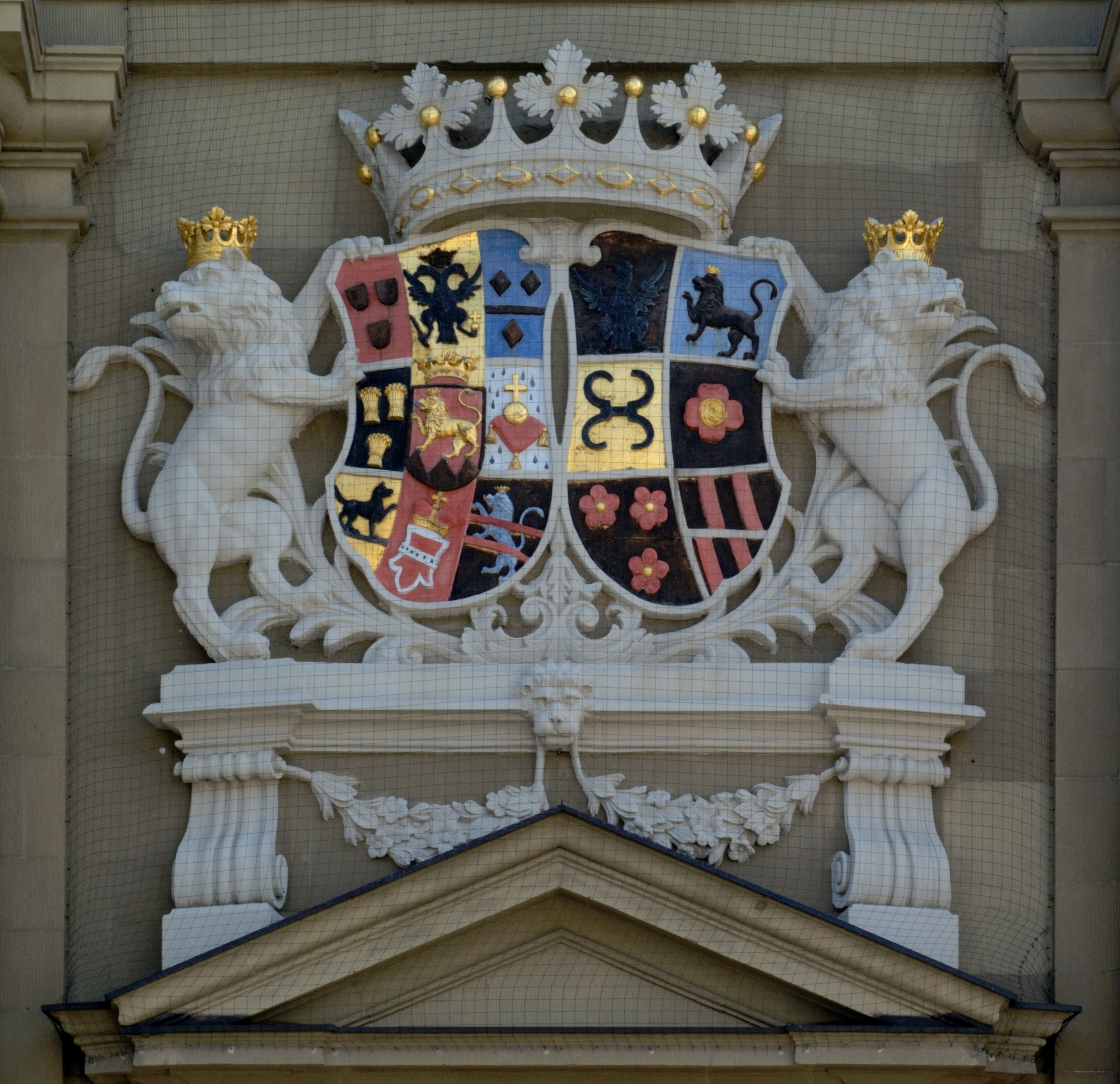
Das Allianzwappen über dem Portal

Die Wiesentheider Mauritiuskirche wurde aus Sandstein errichtet. Eine Freitreppe führt zum Hauptportal, das das Ehewappen von Graf Rudolf Franz Erwein von Schönborn und Maria Eleonore Charlotte Gräfin von Hatzfeld trägt.
Über dem Türsturz ist die Inschrift „EXSTRVOR, EXISTO & ORNOR PRO HONORE DEI/ SVM CONSECRATA“ (ich bin errichtet, bestehe und bin geschmückt zur Ehre Gottes, ich bin geweiht) angebracht. Das Chronogramm zeigt das Errichtungsjahr 1732. Ebenfalls an der Front stellen drei Statuen den heiligen Franz von Assisi, die heilige Eleonora und den heiligen Mauritius dar.
Der Turm ist mit korinthischen Doppelpilastern verziert und hat abgeschrägte Ecken. Ein Prälatenkreuz mit zwei Querbalken enthält die Initialen des Stifterpaares, die Jahreszahl 1729 und mehrere Bibelsprüche. Die Rundbogenfenster des Langhauses sind durch den Seiteneingang an der Südseite unterbrochen. Ein weiterer Nebeneingang befindet sich am Chor.
Das Langhaus gliedert sich außen in fünf Achsen, von innen nur in vier, da die westliche Achse vom Turm und zwei Rundbogenfenstern eingenommen wird. Pilaster mit einem verkröpften Kranzgesims gliedern die Kirche innen.

## Fresken und Ausstattung

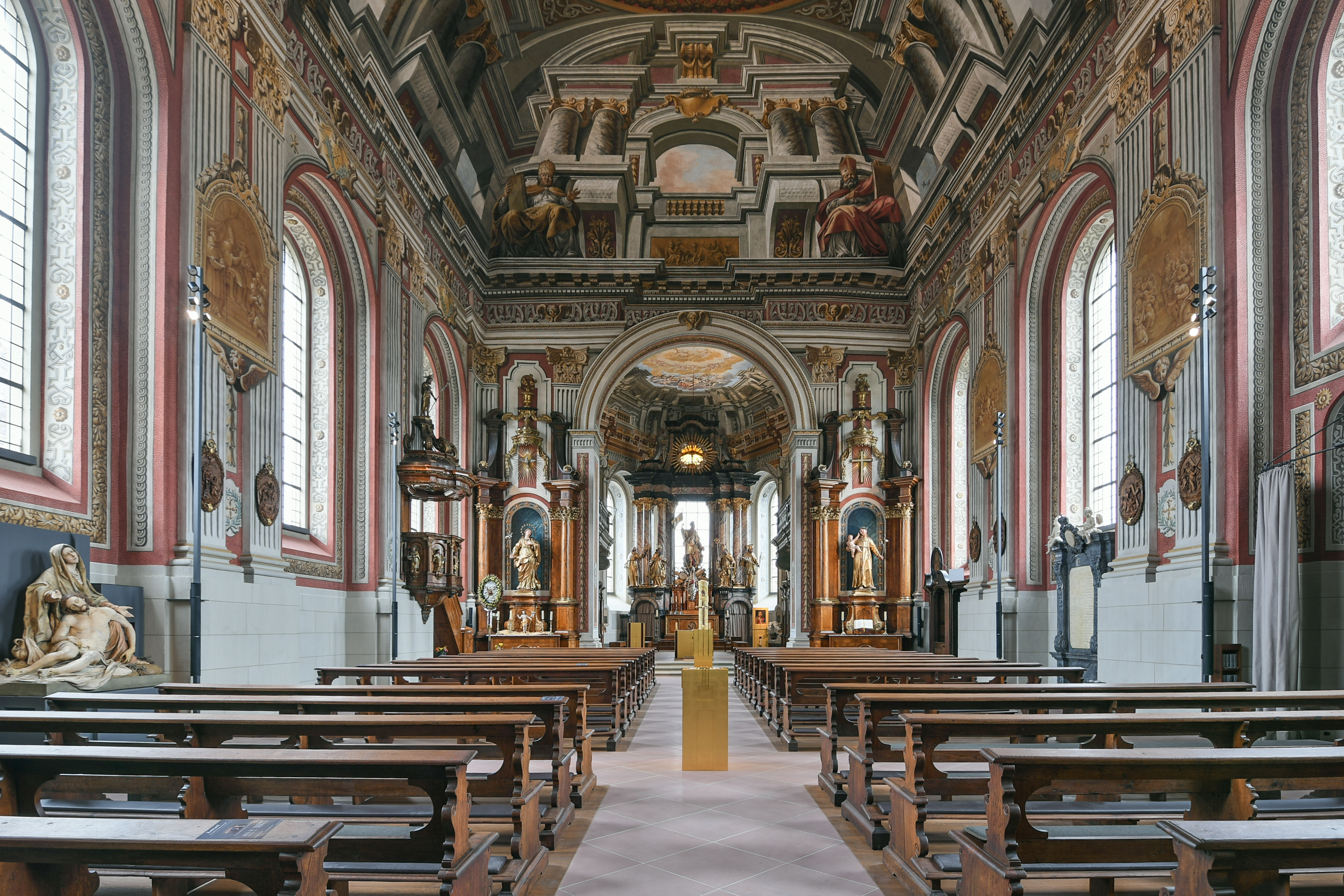
Kirchenschiff

Die Wirkung der Kirche wird innen stark von den Fresken an Wänden und Decke geprägt. Giovanni Francesco Marchini schuf 1728–1730 die Illusion von Plastizität, die die Kirche um ein Vielfaches größer erscheinen lässt. Eine mächtige Säulenarchitektur an der Decke öffnet sich zu einem blauen Himmel.

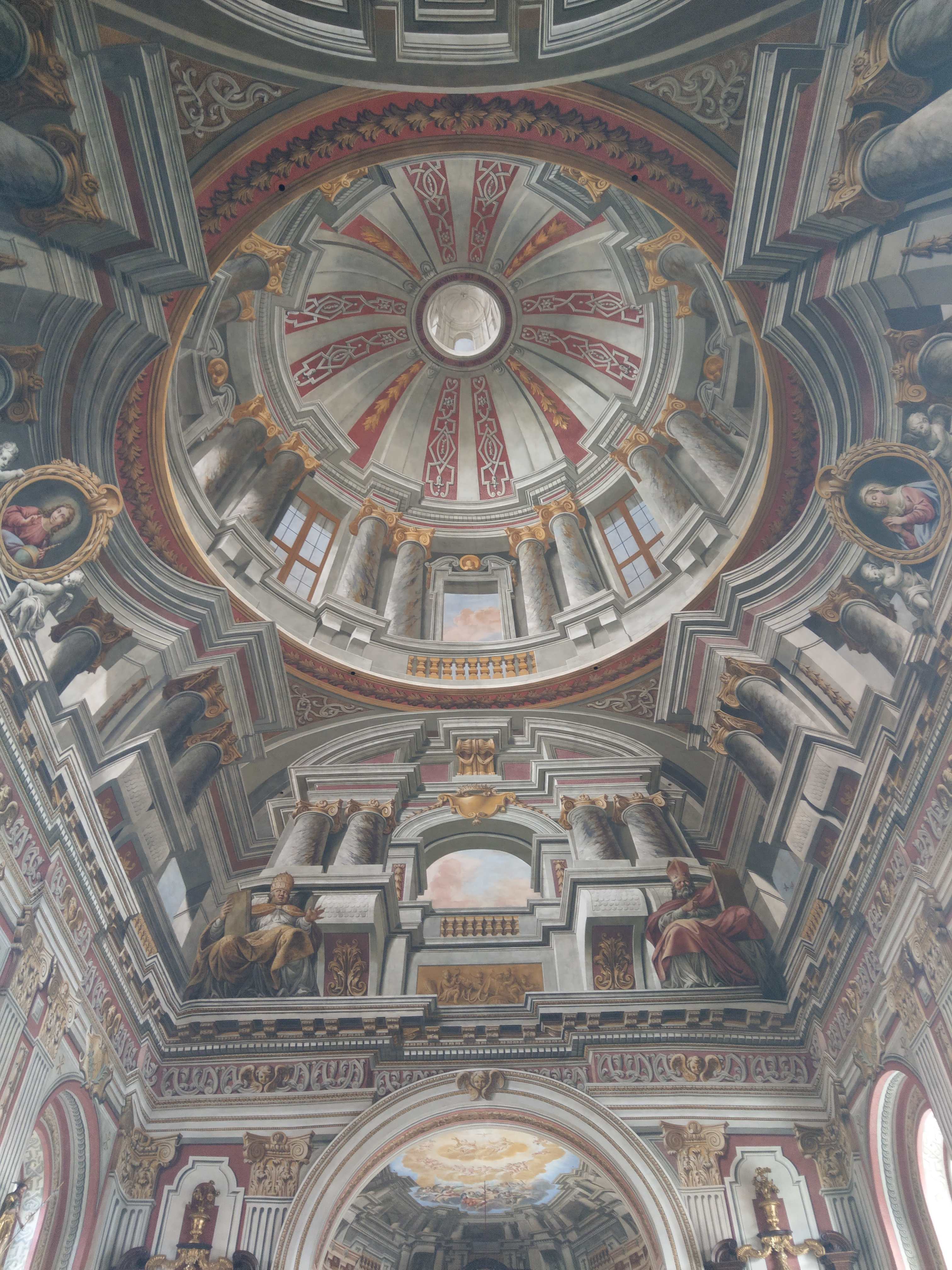
Deckengemälde

Die Darstellungen zeigen im Langhaus die vier Kirchenväter Gregorius, Augustinus, Hieronymus und Ambrosius. Im Chor erscheint die Heilige Dreifaltigkeit, umgeben von schwebenden Putten. Den Chor betritt man durch einen ebenfalls aufgemalten Triumphbogen, der von den Bildnissen des heiligen Franz und der heiligen Eleonora flankiert ist.
Unterhalb der monumentalen Fresken befinden sich zwei Oratorien. Diese schuf Johann Georg Neßtfell beim Bau der Kirche. Sie begrenzen den Hochaltar. Dieser, von den Heiligenfiguren des Franz von Assisi, Bonifatius, Kilian und Johannes Nepomuk eingerahmt, hat in seinem Zentrum die Statue des siegreichen Mauritius. Über ihm schwebt die Taube des Heiligen Geistes in einer Wolkenglorie. Der Altar war eine Gemeinschaftsarbeit der Handwerker Johann Thomas Wagner, Johann Christian Meyer, Jakob van der Auvera und Matthias Knoll.
Die Tabernakeltür, ebenfalls von Johann Georg Neßtfell geschaffen, zeigt die Offenbarung des Johannes auf der Insel Patmos. Oberhalb des Tabernakels schwebt wieder die Taube des Heiligen Geistes. Das Tabernakel aus Elfenbein, Schildpatt, Perlmutt, Zinn und mehreren Holzsorten ist eine der schönsten Arbeiten Neßtfells.
Die Seitenaltäre zeigen links Maria Immaculata und rechts St. Antonius von Padua. Die Holzaufbauten wurden ebenso wie die Kanzel von Neßtfell geschaffen. Auf ihrem Schalldeckel zeigt sie den heiligen Johannes Baptist. Auch die drei Beichtstühle der Kirche stammen von Neßtfell. Sie sind mit Medaillons der heiligen Aloisius, Petrus und Maria Magdalena geschmückt.
Den Taufstein von 1868 schuf Valentin Fromm. Der Kreuzweg kam 1901 in die Kirche. 1922 folgte das Gefallenendenkmal. In den Turmgeschossen hängen sechs Glocken, von denen drei aus dem 18. Jahrhundert stammen und weitere drei 1952 gegossen wurden. Vor der Kirche befindet sich eine monumentale Kreuzigungsgruppe.

## Orgel

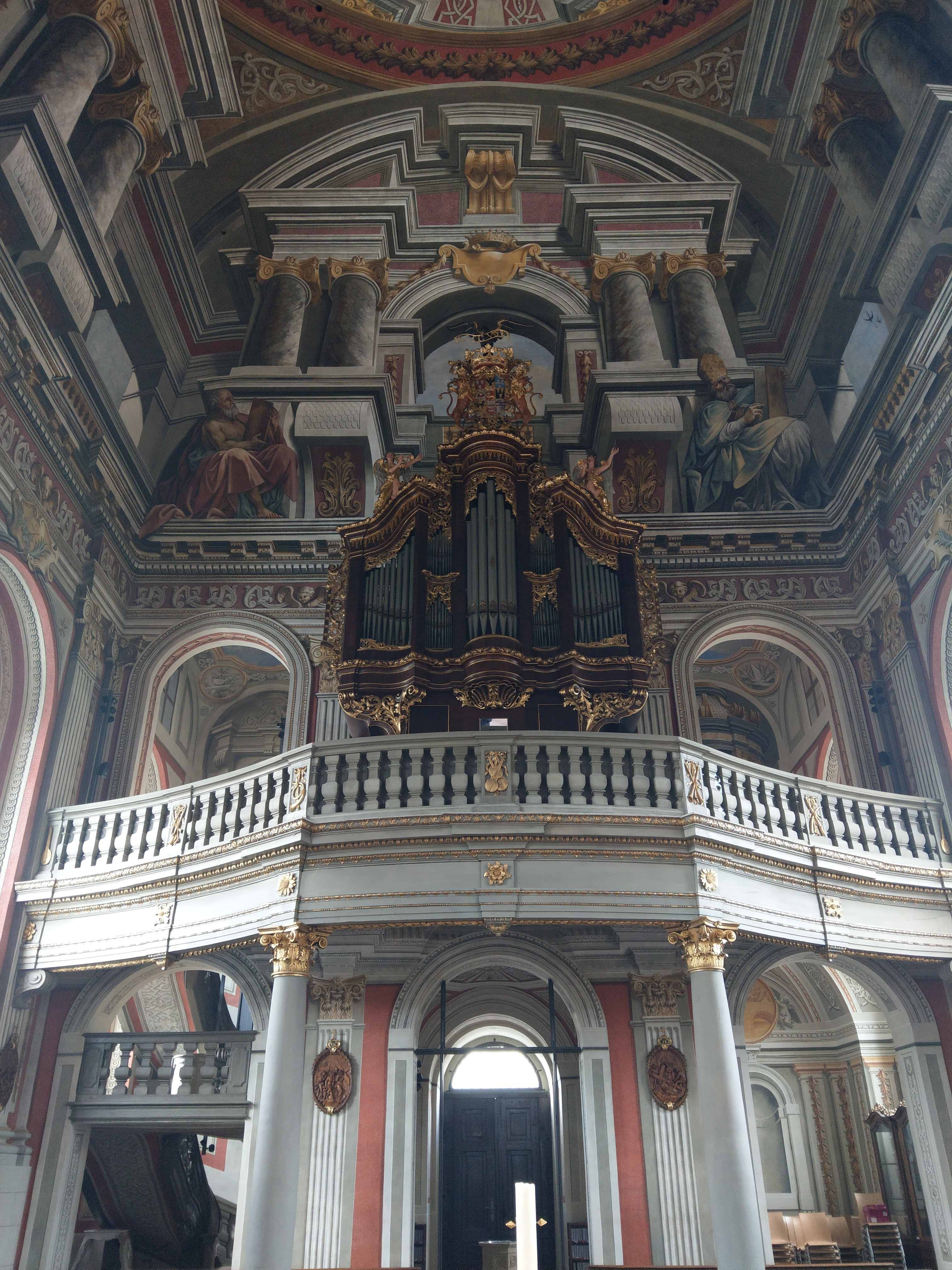
Orgel

Das Gehäuse der Orgel wird vom Wappen des Grafen bekrönt und von zwei Engelsfiguren flankiert. Das 1728 eingebaute  Orgelwerk wurde 1740 vom Hoforgelmacher Johann Philipp Seuffert umgebaut. Das heutige Orgelwerk erbauten 1980 die Orgelbauer Gebrüder Hoffmann (Ostheim). Das Schleifladen-Instrument hat 22 Register auf zwei Manualwerken und Pedal. Die Spiel- und Registertrakturen sind mechanisch.
| I Hauptwerk C–f3 |       |
| Principal        | 8′    |
| Gamba            | 8′    |
| Biffra           | 8′    |
| Salicional       | 8′    |
| Quintatön        | 8′    |
| Coppl            | 8′    |
| Octav            | 4′    |
| Quinte           | 2 ⁄3′ |
| Superoctav       | 2′    |
| Mixtur IV        | 1 ⁄3′ |

| II Oberwerk C–f3 |       |
| Gedacktflöte     | 8′    |
| Traversflöte     | 8′    |
| Rohrflöte        | 4′    |
| Principal        | 2′    |
| Quinte           | 1 ⁄3′ |
| Scharf III       | 1′    |
| Krummhorn        | 8′    |
| Tremulant        |       |

| Pedalwerk C–d1 |     |
| Principalbaß   | 16′ |
| Subbaß         | 16′ |
| Oktavbaß       | 8′  |
| Choralbaß      | 4′  |
| Posaune        | 8′  |

- Koppeln: II/I, I/P, II/P (jeweils als Fußtritte)

## Glocken
Im Jahr 1952/53 goss die Glockengießerei Otto in Bremen-Hemelingen für die Mauritius-Kirche drei Bronzeglocken. Weiterhin sind drei historische Glocken vorhanden, sodass heute sechs Glocken im Turm der Kirche hängen:
|   | Name                     | Schlagton | Gewicht | Gussjahr | Gießer                     |
| 1 | Balthasar-Neumann-Glocke | cis1      | 2264 kg | 1728     | Johann Adam Roth, Würzburg |
| 2 | Engelamts-Glocke         | dis1      | 1440 kg | 1736     |                            |
| 3 | Marienglocke             | fis1      | 970 kg  | 1952     | Otto, Bremen               |
| 4 | Karl-Borromäus-Glocke    | gis1      | 710 kg  | 1952     | Otto, Bremen               |
| 5 | Josefsglocke             | ais1      | 500 kg  | 1952     | Otto, Bremen               |
| 6 | Evangelistenglocke       | h1        | 318 kg  | um 1350  |                            |